# 안정화 제휴 프로세스

유럽연합의 안정화 제휴 프로세스에 참가한 국가들을 나타내는 지도(안정화 제휴 프로세스 발효일 및 크로아티아의 EU 가입일을 포함한다)
유럽연합 회원국
안정화 제휴 프로세스 국가들

안정화 및 제휴 프로세스(Stabilization and Association Process)는 유럽연합 가입을 희망하는 국가와 유럽연합이 체결하는 협정의 프로세스를 말한다.

## 개요
유럽연합은 일반적으로 가입을 희망하는 국가들과의 협상에서 해당 국가의 정치, 경제, 무역 또는 인권 분야에서 개혁에 대한 약속을 대가로 안정화 협정을 체결한다. 이러한 안정화 협정 체결에 대한 보상으로, 가입 희망국은 유럽연합 시장에 전체 혹은 부분적인 접근을 통한 무관세 혜택을 제공하고, 재정적 및 기술적 원조를 받을 수 있다.

## 상세
안정화 및 제휴 협정은 EU 안정화 및 연합 프로세스(SAP)와 유럽 이웃 정책(ENP)의 일부이다. 현재 SAP는 서발칸 반도 국가들을 주요 목표로 삼고 있다. 안정화 제휴 협정에서 더 세분화된 특정 안정화 제휴 협정(SAA)은 관련 국가의 미래 유럽연합 가입 조항을 명시적으로 포함하는 다양한 발칸 국가들과 함께 이행되어왔다. 또한 이 협정은 1990년대 중·동유럽 국가들과 체결한 유럽 협정 및 튀르키예와 맺은 제휴 협정과 원칙적으로 유사한 점을 갖는다.
특정 안정화 및 제휴 협정는 대부분 EU의 공통 기준(Acquis Communautaire)에 기반을 두고 있으며, 협력하고 있는 국가들 내 입법에서 공포하는 것을 기반으로 하고 있다. 그리고 이 협정이 예상하는 정책 조화의 깊이는 EU 회원국에 비해 크지 않기에, EU 공통 기준에서 일부 정책 영역은 주어진 이 협정에 의해 다루어지지 않을 수 있다.
EU와 서부 발칸 반도 국가들과의 관계는 2005년 "대외 관계"에서 "확대" 정책 부문으로 이동되었다. 2022년에는 알바니아, 보스니아 헤르체고비나, 북마케도니아, 몬테네그로, 세르비아가 공식적으로 가입 후보국으로 인정되었다. 코소보는 후보국으로 인정되지 않고 잠재적인 후보국으로 인정받고 있다.
2016년 4월에는 알바니아, 보스니아 헤르체고비나, 코소보, 북마케도니아, 몬테네그로, 세르비아에 특정 안정화 및 제휴 협정이 발효 중이다. 크로아티아도 이 협정의 테두리에 있었으나 2013년 EU에 가입하면서 이 협정의 효력이 소멸되었다. 크로아티아는 유럽연합 가입 전 안정화 및 제휴 프로세스를 통해서 유럽연합에 가입하게 된 첫 사례이다.
코소보와의 협정은 EU에 법인격을 부여한 리스본 조약의 발효 후에 최초로 서명되었다. 결과적으로, 코소보에 상주하는 유럽연합 대표는 "이 지역의 다른 국가들과의 SAA와 달리, 이것은 독점적으로 EU 협정이 될 것입니다. EU는 그것을 법적인 실체로서 공동 서명할 것입니다"라고 설명했다. 그 협정은 코소보의 독립을 인정하지 않은 일부 회원국들에 의해 개별적으로 비준될 필요가 없었다. 계속해서 유럽연합 대표는 "코소보라는 나라가 5개의 회원국들에 의해 인정되지 않기 때문에, 우리는 그 협정의 서명이 EU 또는 그 어떤 국가도 코소보를 국가로 인정한다는 것을 의미하지 않을 것이라는 지침을 발표해야만 했습니다"라고 말했다.

## 가입국
- 세르비아
- 몬테네그로
- 코소보
- 북마케도니아
- 알바니아

## 같이 보기
- 유럽 연합의 확대
- 중앙유럽 자유 무역 협정
- 원산지 규정
- 시장
- 자유무역지대
- 관세
- 발칸반도